# Pierre Daunou
Pierre Claude François Daunou (Boulogne-sur-Mer, 18 agosto 1761 – Parigi, 20 giugno 1840) è stato un politico, storico e archivista francese.

## Biografia
Figlio di Pierre Daunou, chirurgo di Boulogne-sur-Mer, e di Marie-Antoinette-Péronne Sauzet, Pierre Daunou fu prima allievo e poi insegnante presso gli Oratoriani. Ordinato prete nel 1787, insegnò lettere, filosofia e teologia in numerosi collegi oratoriani. Pubblicò il discorso Influence littéraire de Boileau (1787), premiato dall'Académie de Nîmes e Mémoire sur l'origine, l'étendue et les limites de l'autorité paternelle (1788) che distinse l'Accademia di Berlino.

## Durante la rivoluzione francese
Durante la rivoluzione francese Daunou abbracciò le "idee nuove" e, avendo preso partito per la costituzione civile del clero, divenne vicario generale del vescovo costituzionale del dipartimento di Pas-de-Calais (1791). Il 9 settembre 1792 venne eletto alla Convenzione Nazionale in rappresentanza di questo dipartimento, dove si distinse per la sua moderazione. Si oppose alla messa in giudizio di Luigi XVI (pubblicò a tal proposito le Considérations sur le procès de Louis XVI) e, per spirito di moderazione, il 20 gennaio 1793 votò in favore della reclusione fino alla pace seguita alla deportazione.
Ideò un programma completo per l'istruzione pubblica e depositò una mozione d'ordine riguardo al lavoro d'elaborazione della costituzione (aprile 1793).

## Durante il Consolato e l'Impero

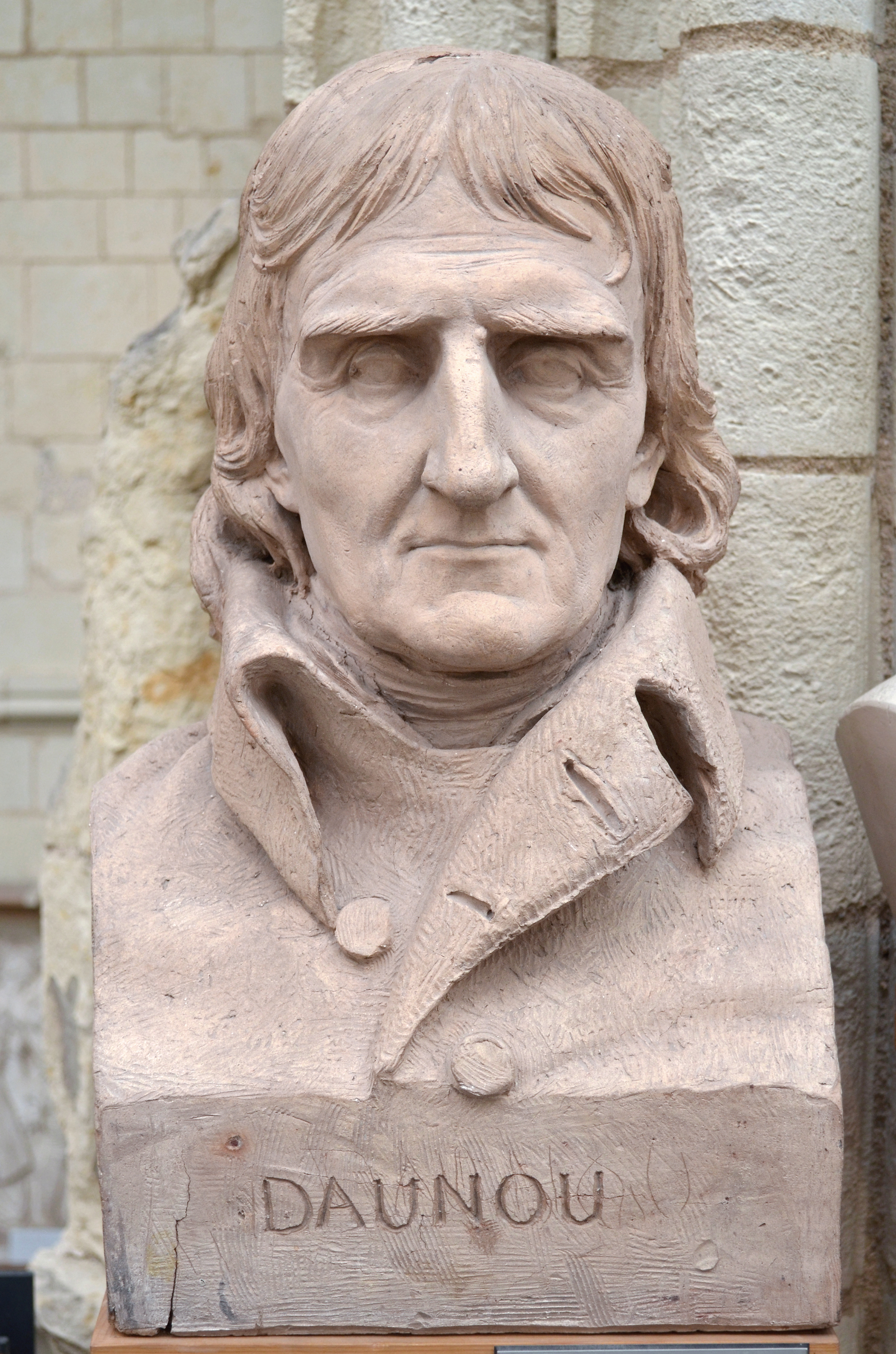
Pierre Daunou, David d'Angers (1840).

Tornato in Francia al momento del colpo di Stato del 18 brumaio, al quale aveva collaborato, fece parte, il 19 brumaio anno VIII (10 novembre 1799), della commissione intermediaria del potere legislativo e contribuì alla redazione della Costituzione dell'anno VIII. Pubblicò nel 1799, su richiesta di Napoleone Bonaparte, un Essai historique sur la puissance temporelle des papes (Saggio storico sul potere temporale dei papi).
Chiamato al Conseil d'État il 3 nevoso anno VIII (24 dicembre 1799), rifiutò questo posto, ed entrò fin dal giorno seguente al Tribunato, di cui divenne presidente. A causa della sua eccessiva indipendenza e dei suoi discorsi contro l'autorità eccessiva dei prefetti e dell'organizzazione dei tribunali speciali, lo fecero ammettere come "ideologo" alla prima eliminazione del 1802.
Rifiutò di nuovo il Conseil d'État, così come la direzione della pubblica istruzione e, il 24 frimaio anno XIII (15 dicembre 1799), accettò soltanto le funzioni di archivista del Corpo legislativo come sostituto di Armand-Gaston Camus e nel 1810 la croce di cavaliere della Legion d'onore.
Di spirito troppo indipendente per continuare ad occuparsi di politica, Daunou si dedicò allora all'organizzazione di biblioteche e archivi e divenne nel 1804 "Guardia generale" degli Archivi dell'Impero e censore imperiale nel 1810.